# 聖西蒙 (加利福尼亞州)
聖西蒙（英語：San Simeon）是位於美國加利福尼亞州聖路易斯-奧比斯保縣的一個人口普查指定地區。

## 地理
聖西蒙的座標為35°38′38″N 121°11′23″W / 35.64389°N 121.18972°W，而該地最高點為海拔高度70米（即230英尺）。

## 人口
根據2010年美國人口普查的數據，聖西蒙的面積為2.063平方千米，均為陸地。當地共有人口462人，而人口密度為每平方千米223人。